# Баишев, Гавриил Васильевич
Гавриил Васильевич Баишев, он же Алтан Сарын (литературный псевдоним, буквально означающий «Золотые плечи») (1898, Жабыльский наслег, Якутия — ?) — якутский националист, писатель и поэт, лингвист-тюрколог, общественный деятель.
Родился в 1898 году в селе Жабыльский наслег Мегинского улуса в Якутии, там же получил скудное начальное образование. В 1917 году был учеником в почтово-телеграфной конторе Якутска. С 1918 по 1921 год состоял при почтово-телеграфном отделении в селе Амга. По националистическим убеждениям примкнул к участникам восстания 1921—1922 годов, после скрывался до объявления амнистии. В Якутске был участником и секретарём обществ «Саха Омук» и «Саха Кэскилэ». С 1924 по 1928 год обучался в Ленинградском институте живых восточных языков. Входил в состав комиссии по разработке нового якутского алфавита. Был учёным секретарём Комитета якутской письменности.
Во время учёбы в ЛИЖВЯ осуществил перевод на русский язык сказания-олонхо «Ала Булкун», записанного Васильевым В. Н. в 1906 году. Выдвинул ряд предложений, касающихся реформ якутского языка. Так, он предлагал, где возможно, не заимствовать слова из русского языка, а образовывать новые от тюркских корней — например, заменить кальку с русского «аэроплан» («дьарапылаан») на «тайаара». Эти идеи встретили критику, среди противников такого подхода был Платон Ойунский.

В письме Эдуарду Пекарскому от 1926 года фольклорист и этнограф Гавриил Ксенофонтов отзывался о Баишеве так: 
Среди своих молодых собратьев я редко встречал людей, так владеющих языком для художественных описаний. (…) Только напрасно пытается заниматься несвойственным ему делом — писанием научных статей.
В ночь с 5 на 6 ноября 1929 года Гавриил Баишев был арестован в Якутске в ходе репрессий против национальной якутской интеллигенции, приговорён к трём годам концлагеря. В лагере скончался. Реабилитирован Президиумом Верховного суда Якутской-Саха ССР 20 июня 1991 года.
В 1998 году В. Н. Протодьяконовым был подготовлен и издан сборник «Тоҕус этиҥ тойуга» («Песнь девяти небес»), куда вошло творческое наследие Баишева, его языковедческие статьи и письма, а также воспоминания о нём и материалы следствия.